# Mormyridae
Mormyridae, porodica riba iz reda Osteoglossiformes, domorodne u afričkim rijekama. Sastoji se od dviju potporodica, od kojih je najbrojnija Mormyrinae, koje se (većinom) ističu izduženim organom cjevastog oblika nalik surli slona koja im služi za pronalaženje hrane ukopane na dnu rijeka. Zbog svog izgleda poznate su i kao riba slon ili elephantfish. 
Uz pomoć elektromagnetskih impulsa u mogućnosti su međusobno komunicirati ili otkriti predatora (grabežljivca) u mutnoj vodi. Ova potporodica obuhvaća sve rodove osim roda Petrocephalus koji pripada potporodici Petrocephalinae.
Porodica Mormyridae obuhvaća 222 vrste

## Rodovi
- Boulengeromyrus Taverne & Géry, 1968
- Brevimyrus Taverne, 1971
- Brienomyrus Taverne, 1971
- Campylomormyrus Bleeker, 1874
- Cyphomyrus Pappenheim, 1906
- Genyomyrus Boulenger, 1898
- Gnathonemus Gill, 1863
- Heteromormyrus Steindachner, 1866
- Hippopotamyrus Pappenheim, 1906
- Hyperopisus Gill, 1862
- Isichthys Gill, 1863
- Ivindomyrus Taverne & Géry, 1975
- Marcusenius Gill, 1862
- Mormyrops Müller, 1843
- Mormyrus Linnaeus, 1758
- Myomyrus Boulenger, 1898
- Oxymormyrus Bleeker, 1874
- Paramormyrops Taverne, Thys van den Audenaerde & Heymer, 1977
- Petrocephalus Marcusen, 1854
- Pollimyrus Taverne, 1971
- Stomatorhinus Boulenger, 1898

- Stomatorhinus walkeri (Günther, 1867)
- Petrocephalus bovei
- Mormyrus zanclirostris
- Mormyrops lineolatus
- Mormyrus rume
- Isichthys henryi